# Dächheim

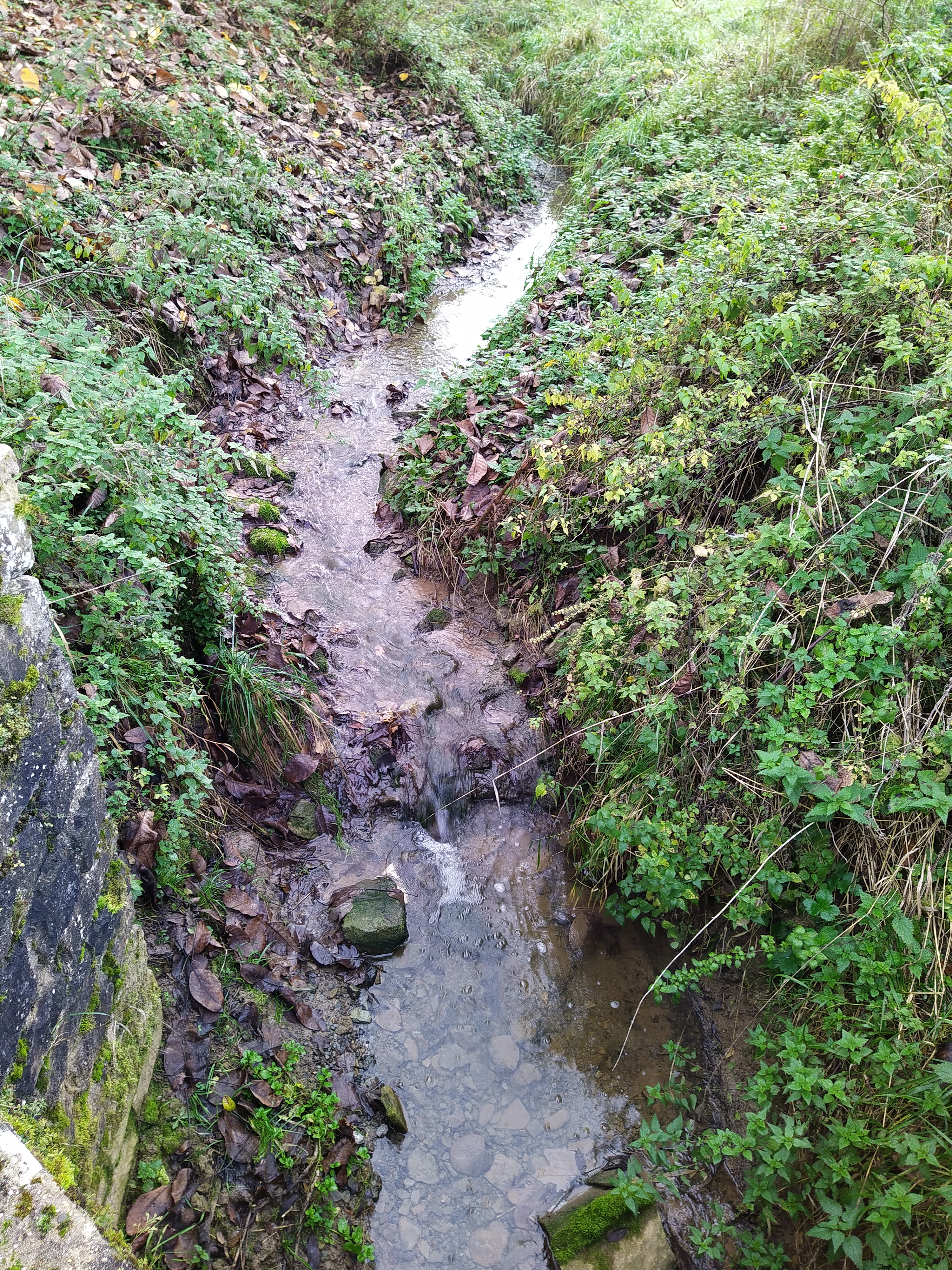
Grundgraben

Dächheim ist ein Gemeindeteil der Gemeinde Waigolshausen im unterfränkischen Landkreis Schweinfurt in Bayern.

## Geografische Lage
Der Gutshof liegt in der Gemarkung Theilheim im äußersten Südosten des Waigolshäuser Gemeindegebietes. Im Norden liegt in einiger Entfernung der Bergrheinfelder Gemeindeteil Garstadt, mit dem Dächheim über die Kreisstraße SW 22 verbunden ist. Östlich fließt der Main vorbei. Die sogenannten Hirschfelder Weiher mit dem gleichnamigen Dorf Hirschfeld liegen Dächheim am nächsten. Südlich liegt Wipfeld. Der Westen wird von Theilheim eingenommen, im Nordwesten befindet sich Hergolshausen. Der Bach Grundgraben fließt nördlich am Weiler entlang, bis dieser westlich von Hirschfeld in den Main mündet.

## Geschichte
Der Ortsname leitet sich wohl von einem Personennamen ab. So könnte ein Adeliger mit dem Namen Dacho dort gesiedelt haben. Erstmals urkundlich erwähnt wurde Dächheim als „Dachem“ im Jahr 1094. Im Jahr 1231 verkaufte Konrad von Speckfeld die Vogtei und alle seine Herrschaftsrechte an das Chorherrenstift Heidenfeld. Anschließend hatten die Heidenfelder Kanoniker fast 600 Jahre die Herrschaft über Dächheim.
Die Stiftsherren förderten den Ort und errichteten zu Beginn des 17. Jahrhunderts ein Gotteshaus. Die Bewohner durften einen Schultheißen wählen, für die Größe des Ortes eher ungewöhnlich. Dächheim galt während des 18. Jahrhunderts als reichster Ort in der Umgebung. Noch bis 1845 war das Dorf eigenständig und wurde dann nach Theilheim eingemeindet. Die Dächheimer Gehöfte (11 Bauernhöfe) gelangten bis 1851 in eine Hand. Eugen Pfeifer (1816–1896), ein Bruder des Industriellen Emil Pfeifer, Besitzer eines Land- und Weingutes in Erbach/Rheingau, war von 1845 bis zu seinem Tod 1896 auch Eigentümer des Gutes Dächheim in Theilheim bei Schweinfurt. Der Gedenkstein „ERBAUET DURCH EUGEN PFEIFER AUS AMSTERDAM“, angebracht über der ehemaligen Haustüre des Dächheimer Herrenhauses, erinnert an diese Zeit. Anschließend besaß die Familie Deuster um Carl Oskar von Deuster das Hofgut Dächheim. Seit 1937 ist Dächheim vollständig in der Hand der Familie Hutten, die das Hofgut an die Familie Cäsar verpachtet haben.

## Baudenkmäler
Den Mittelpunkt des kleinen Ortes bildet die katholische Kapelle St. Wendelinus. Um 1620 wurde das Gotteshaus im barocken Stil errichtet. Die Wendelinuskapelle stellt mit ihrem Chorraum in Kleeblattform (eine sogenannte Drei-Konchen-Anlage) eine Rarität in ganz Franken dar. Innen überwiegt die Ausstattung aus dem 20. Jahrhundert. In den 1980er und 1990er Jahren fand eine umfassende Innen- und Außenrenovierung statt. In Dächheim haben sich mehrere Bildstöcke erhalten.